# Сиреджук, Пётр Степанович
Пётр Степанович Сиреджук (род. 23 ноября 1949 Космач, Украинская ССР) — советский и украинский педагог, историк, краевед. Доктор исторических наук (2010). Постоянный член Гуцульского исследовательского института в г. Чикаго (1994, США); глава историко-краеведческой секции Регионального объединения исследователей Гуцульщины. Лауреат премии имени Ивана Крипьякевича (1996) Почётный член Союза краеведов Прикарпатья (1997).

## Биография
Родился 23 ноября 1949 года в смт. Космач. Окончил историко-педагогический факультет Ивано-Франковского педагогического института (1976, ныне национальный университет Прикарпатья). Работал учителем истории и географии в с. Устечко Залещицкого района (1976—1978); в органах УМВД в г. Львов (1978—1994, подполковник милиции); преподавателем кафедры социальных дисциплин Львовского института внутренних дел при Украинской академии внутренних дел (1994—2004).
в 1989 году защитил кандидатскую дисертацию на тему: История заселения Галической земли в XIV—XVIII вв
С 2004 года — старший преподаватель, доцент кафедры общеэкономических и гуманитарных дисциплин Ивано-Франковского института менеджмента ТНЭУ (ныне Западноукраинский национальный университет). С 2008 года — ведущий специалист отдела истории научно-исследовательского Института истории, этнологии и археологии Карпат Прикарпатского национального университета. В 2010 году защитил докторскую дисертацию на тему: «Социально-экономическое положение и культурная жизнь немецкого меньшинства Восточной Галиции (20 — 30-е годы XX ст.)»
С 2006 до 2018 года доцент кафедры этнологии и археологии университета Прикарпатья, с 2018 профессор кафедры истории Центрально-Восточной Европы того же университета.

## Награды
Медаль 110 лет Украинским Сечовым Стрельцам
Премия имени Олега Ольжича